# Въпросителен знак
 За кръчмата в Белград вижте ? (Белград).  
Въпросителният знак (?), наричан също питанка, въпросителна или чуденка, е препинателен знак, който се пише в края на въпросително изречение. Питанка се пише понякога и след съобщителни по форма изречения, когато съдържанието на изречението изразява съмнение („поставя се под въпрос“), напр. Иван е крадец? Не вярвам.
Въпросителната може да се употребява и с идеографска функция, обикновено в скоби, за изразяване на отношение към част от изказването. Използва се и в комбинация с удивителна, като се поставя в края на въпросително по форма и възклицателно по цел изречение (Пример: Нима ти го каза?!) или след която и да е дума в изречението за изразяване на отношение (недоумение, въпрос, съмнение). Пример: А казват, че бил най-добрият (?!) лекар в града.
През 60 – 70-те години на XX век в американската типография експериментално се въвежда знак, представляващ наложени въпросителен и удивителен знаци (‽). Наречен е интеробанг. Използван е при реторични въпроси, но остава с ограничено приложение.